# 三菱ふそう・ザ・グレート
ザ・グレート（The Great ）は、1983年から2001年にかけて三菱自動車工業（現:三菱ふそうトラック・バス）が製造・販売していた大型トラックである。

## 概要
1983年にFシリーズのフルモデルチェンジの際に命名され、1996年にスーパーグレートが登場するまで大型車として製造されていたモデルである。
なお、先代車種であるFV3##型と共に、大韓民国の自動車製造会社、現代自動車においても『大型トラック』（通称: 91A）として現地生産されていた。
特型警備車(装甲車)や大型放水車などの警察の特科車両や各種大型消防車両のベース車としても広く使われており、一見しただけではわからない派生車も多く存在する。

## 歴史
1983年7月
登場。その後に登場するファイターやキャンターのトラックのデザインコンセプトの基本になったモデルである。ヘッドライトは異型角型2灯を採用(ただし、一部の輸出仕様と除雪車などの特殊車輛は丸目4灯を採用)。エンジンワンキー操作、ステアリングロックが装備され、バッテリーリレースイッチが廃止される。
1983年9月
8tセミトラクタP‐FP418DR系を追加。当時まだ6気筒のセミトラクタは少数派だった。
1983年11月
重セミトラクタFV‐Rを追加。
1986年7月
マイナーチェンジ。グリルを大型化。8DC11型エンジンを追加。
1989年5月
10DC11型エンジンを追加。
1989年12月
マイナーチェンジ。平成元年排出ガス規制適合。フロントグリルのデザインを変更。FUSOエンブレムはグリル上部の黒帯の部分に付くようになり、少し小型化された。
1991年7月
トラクタにABSを標準装備。
1991年10月
電動ミラーステーを採用。8M20型エンジン搭載車を設定。
1993年7月
ビッグマイナーチェンジを実施。後のスーパーグレートにも通じる、現代的なデザインに生まれ変わった。プロジェクタヘッドライトを装着。これは先に登場した2代目ファイターと共通部品。また、インパネも丸みを帯びた新しいものに変更された。
1994年12月
平成6年排出ガス規制（KC‐）適合。新規格のGVW22～25t車は「Zシリーズ」と呼ばれ、フロントグリルがキャブ同色化された。8M21型エンジン搭載車を設定。
1995年4月
車両総重量規制緩和に適応させ、トラクタをマイナーチェンジ。
1996年5月
スーパーグレートにモデルチェンジ。ただし海外向けと構内専用車は継続。
2001年
構内専用車の製造終了。

## ギャラリー
- ザ・グレートFT
1986年改良型
- ザ・グレートFV-R
1986年改良型
航空自衛隊牽引車
- ザ・グレートFR
1993年改良型
特別高度救助部隊
救助工作車
横浜市消防局
- 運転席（1990年改良型）
- ヒュンダイ・91A
(KBSのTV中継車)

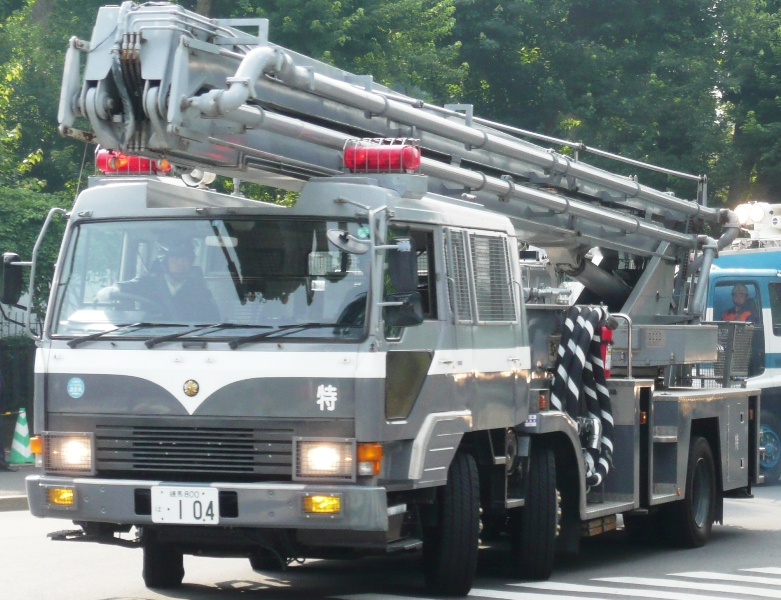
ザ・グレート FS (1993年改良型)
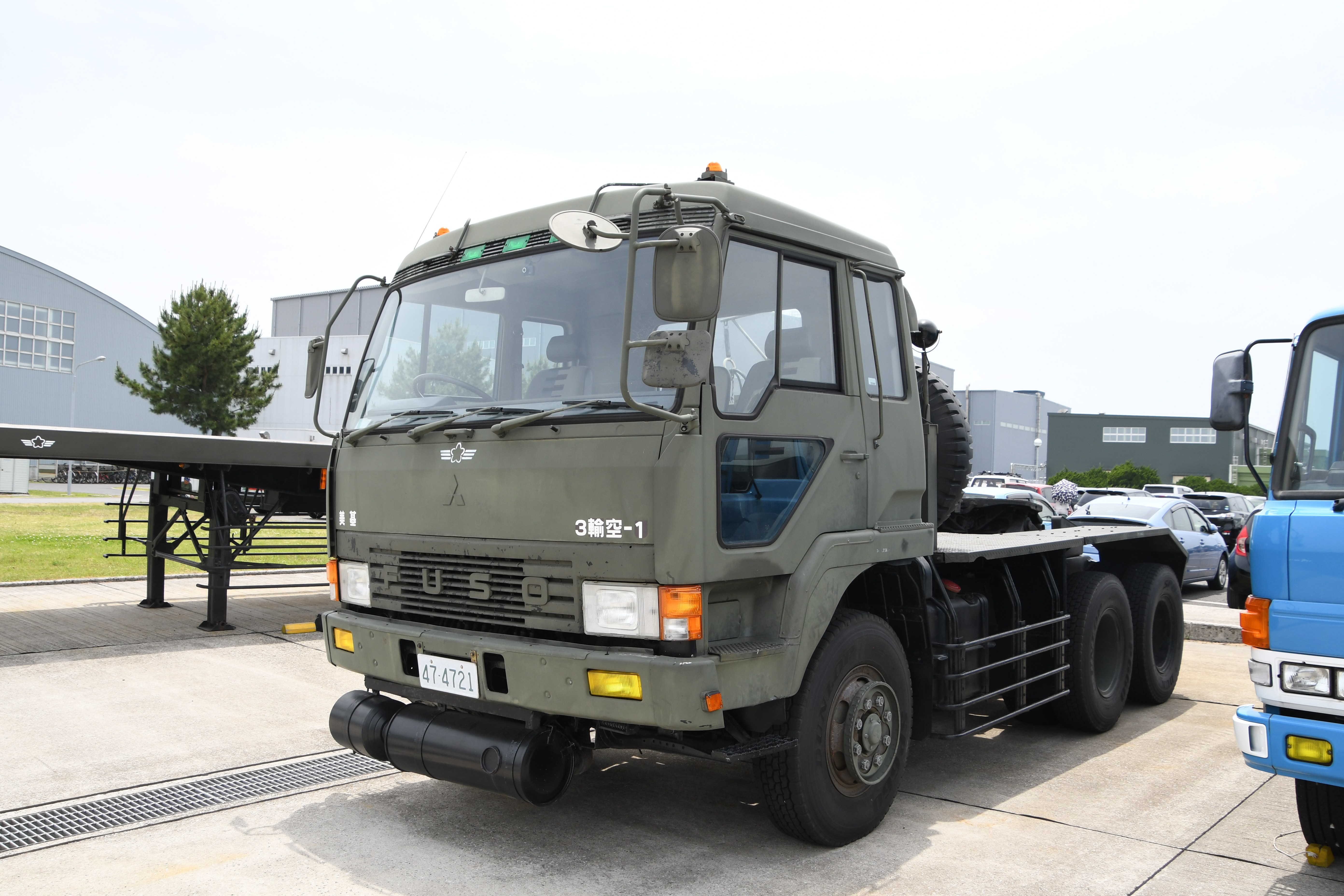
ザ・グレートFV-R 1986年改良型 航空自衛隊牽引車
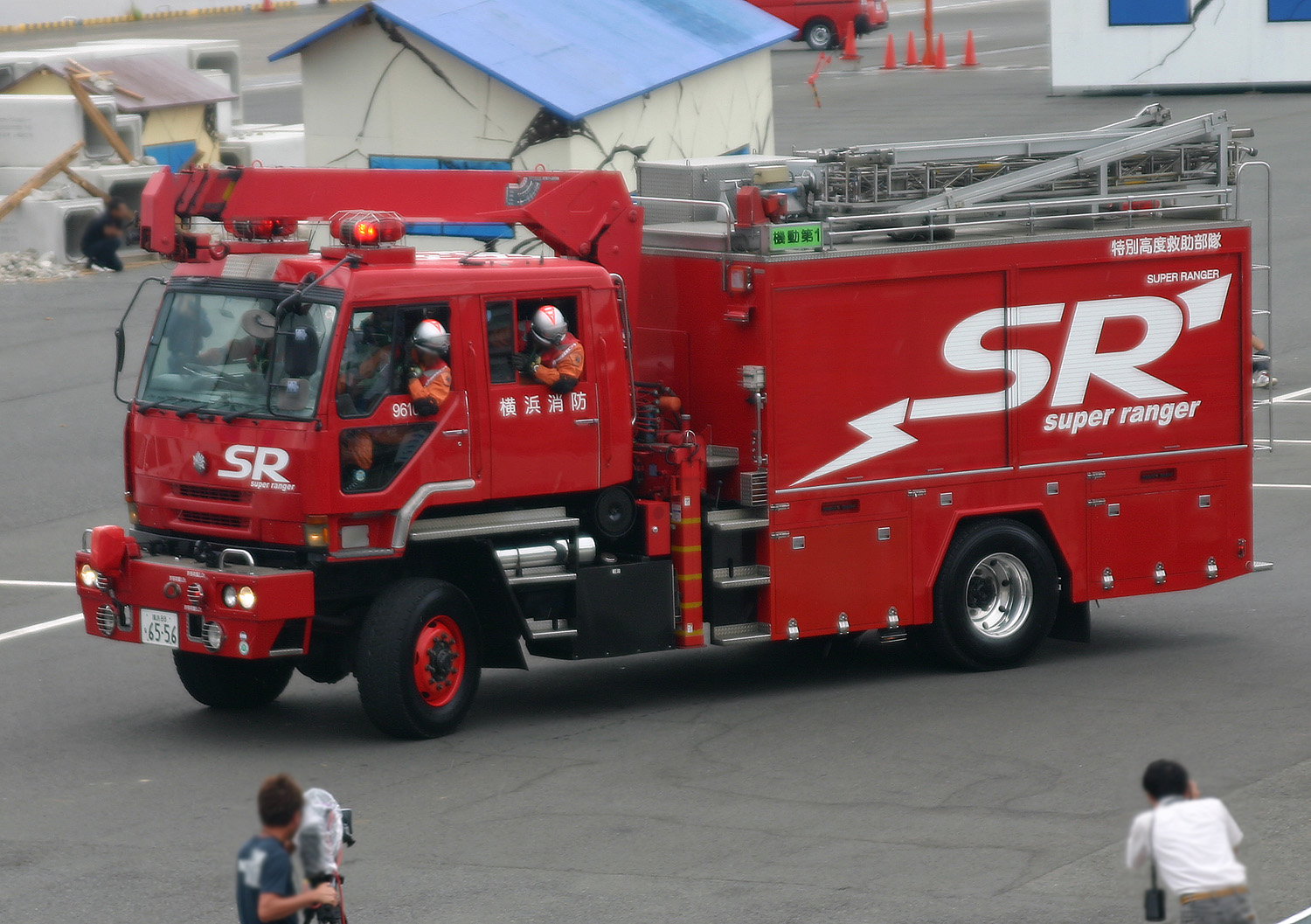
ザ・グレートFR 1993年改良型 特別高度救助部隊 救助工作車 横浜市消防局
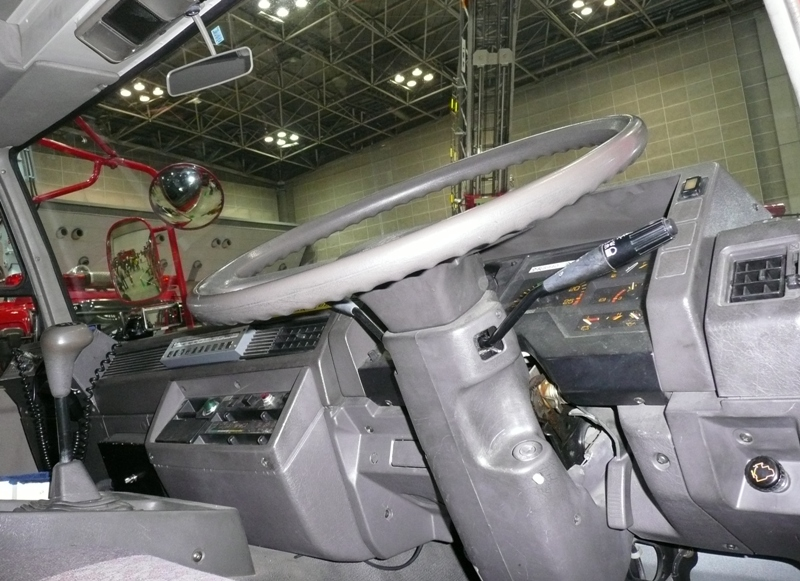
運転席（1990年改良型）
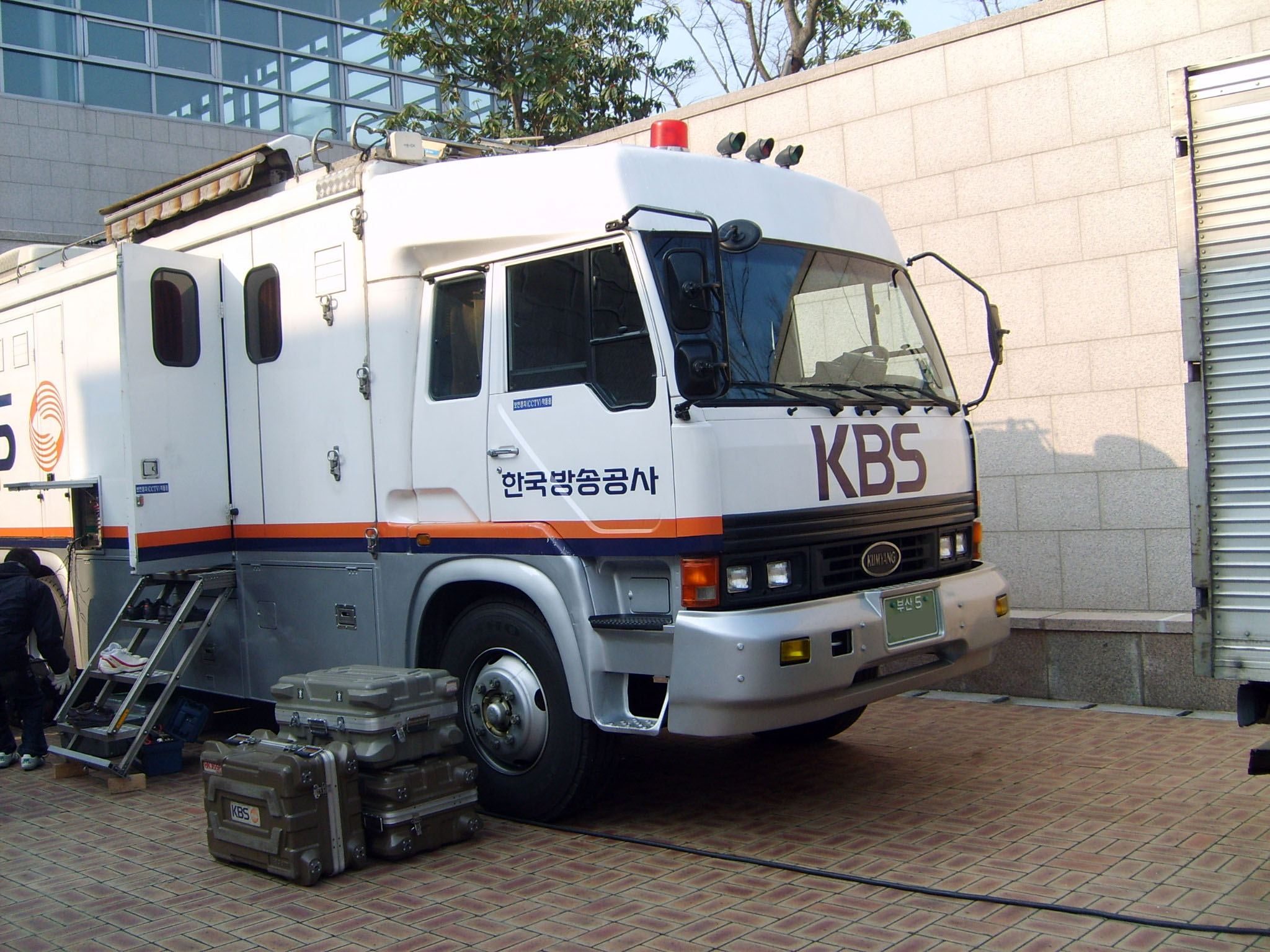
ヒュンダイ・91A (KBSのTV中継車)
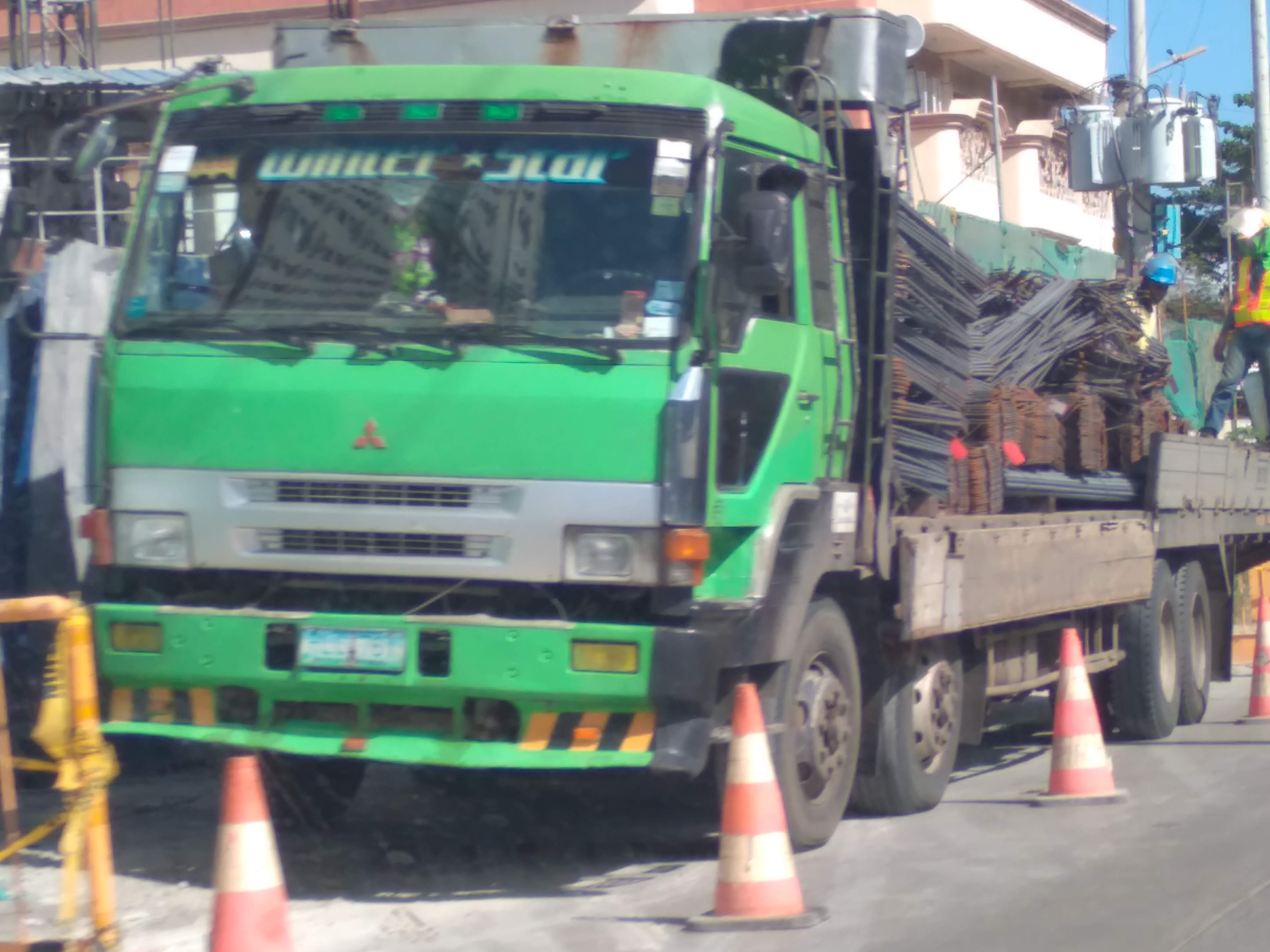
ザ・グレート FS (1993年改良型)
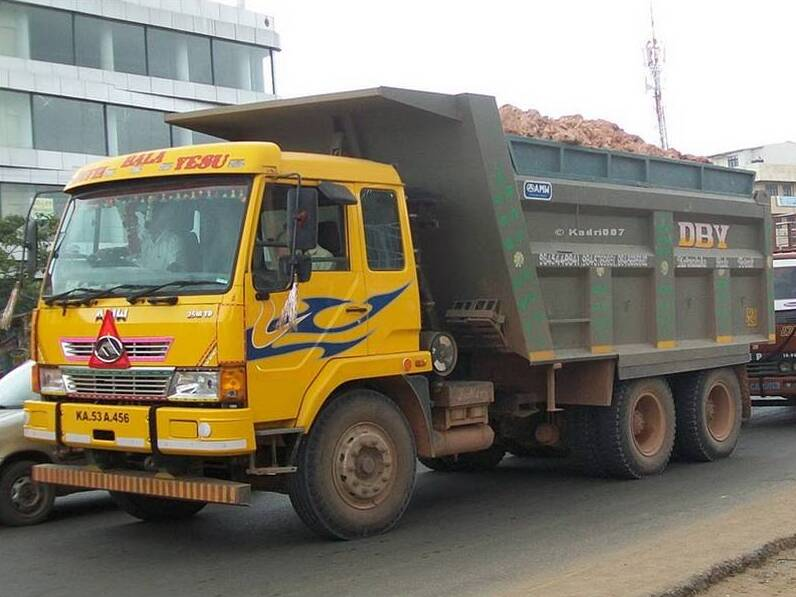
AMW 2518 トラック (インド)
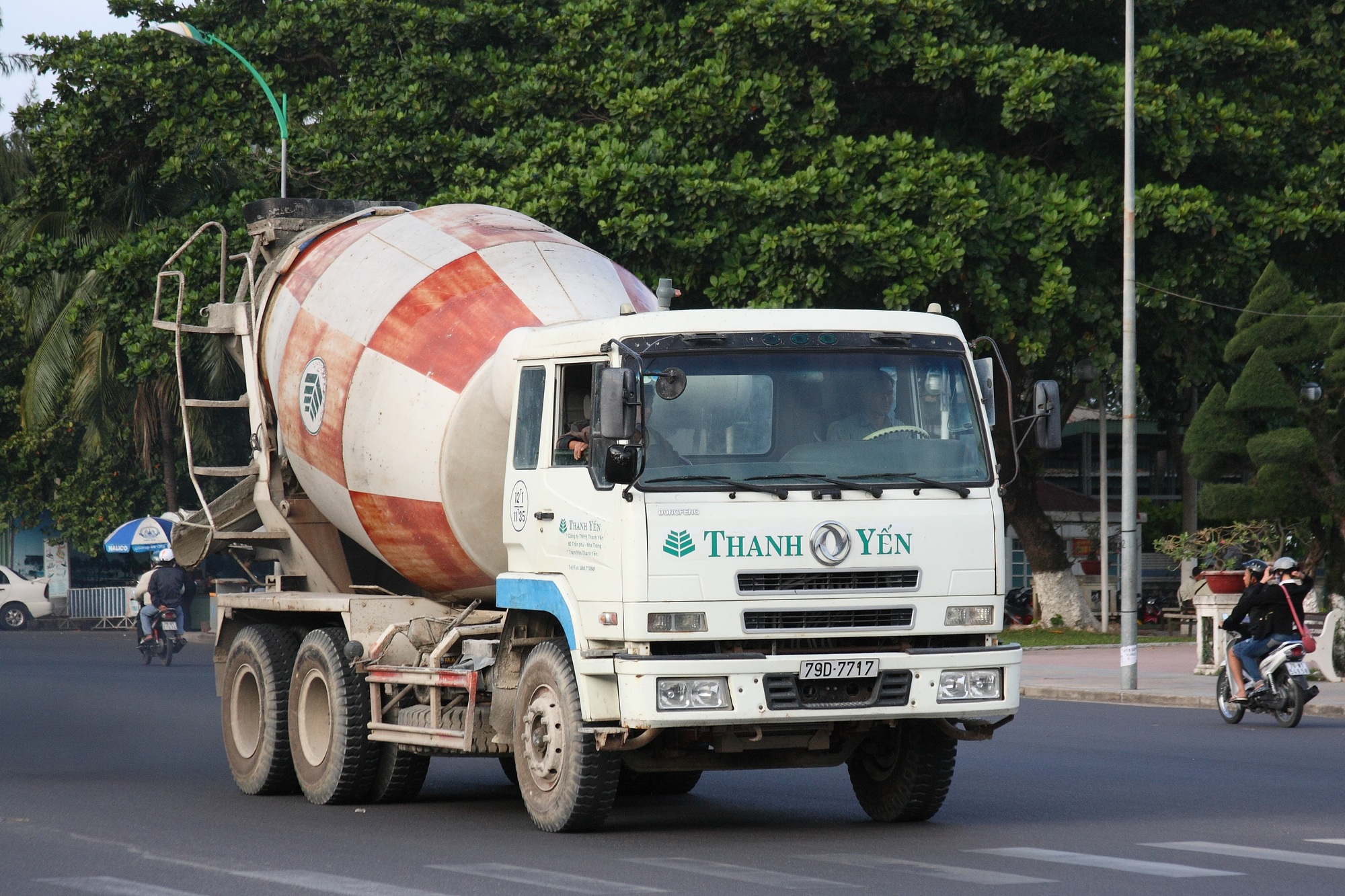
東風柳汽 トラック (中国)

## ラインナップ
- FP(前1軸後1軸・4×2)
- FP-R（前1軸後1軸・4×2 セミトラクタ）型式の末尾にRが付く。例、KC‐FP419DRなど。
- FS(前2軸後2軸・8×4)
- FT(前2軸後1軸・6×2)
- FU(前1軸後2軸・6×2)
- FV(FUの2デフ版)※トラクタ含む
- FV-R（前1軸後2軸・6×4 セミトラクタ）型式の末尾にRが付く。例、P‐FV415HRなど。
- FN(FVの低床版)
- FR(4×4)※除雪車用
- FW(6×6)※除雪車用
- FX(8×8)※除雪車用

## 搭載エンジン
| 区分 | エンジン型式 | 形態・方式    | 排気量(cc) | 出力帯(PS)                                      | 搭載期間    |
| ---- | ------------ | ------------- | ---------- | ----------------------------------------------- | ----------- |
| 410  | 6D40         | 直6・ICT      | 12,023     | 350・360（T1）・390（T3）                       | 1989-1996   |
| 411  | 8M20         | V8            | 20,089     | 375・385・400                                   | 1992-2001   |
| 412  | 8M21         | V8            | 21,205     | 420                                             | 1995-1996   |
| 413  | 8DC8         | V8            | 14,886     | 275・290                                        | 1992-1996   |
| 414  | 10DC11       | V10           | 22,171     | 440                                             | 1989.5-1996 |
| 415  | 8DC9         | V8・NA/ターボ | 16,031     | 300・320・380（T）・390・430・440               | 1983-1996   |
| 416  | 8DC10        | V8            | 16,752     | 335                                             | 1983-1996   |
| 417  | 6D24         | 直6・ICT      | 11,945     | 300・330                                        | 1995-1996   |
| 418  | 6D22         | 直6・ICT      | 11,149     | 225・270（T0）・280（T6）・285（T1）・310（T2） | 1983-1996   |
| 419  | 8DC11        | V8            | 17,737     | 355                                             | 1986.7-1996 |
| 424  | 10M20        | V10           | 25,112     | 480                                             | 1995-1996   |

外観上に見られる違いとして、シュノーケルによってある程度の判別が可能である。シュノーケルの配置は3パターンあり、V8自然吸気・シングルターボ、6D40エンジン車が左シュノーケル、ツインターボ車が左右両側配置、6D22、6D24エンジン車が右シュノーケルとなっている。

## モータースポーツ
パリ・ダカールラリー
第19回大会（1997年）のカミオンクラスに2台体制で参戦。全車完走するも、ゼッケン406番（1号車）の5位（ギルバート・ヴェルシーノ/クリスチャン・ラクール・クリスチャン・ヴェルシーノ組）がベストリザルトであった。ゼッケン415番（2号車）はそれに次ぐ6位（クリストフ・グランジョン/今井正明・アンソニー・マルティノー組）。